# Waldburg-Waldsee
Waldburg-Waldsee fu una Contea del Sud-Est del Baden-Württemberg, in Germania, posta attorno a Bad Waldsee. Waldburg-Waldsee derivò da una divisione del Waldburg-Wolfegg. Waldburg-Waldsee fu una Contea sino al 1803, elevata poi a principato per breve tempo, venendo poi annessa dal Württemberg nel 1806.

## Conti di Waldburg-Waldsee (1667–1803)
- Giovanni(1667–1724)
- Massimiliano(1724–1748) con…
  - Francesco Giuseppe (1724–1729)
- Gebeardo Giovanni (1748–1790)
- Giuseppe Antonio (1790–1803)

## Principi di Waldburg-Waldsee (1803–1806)
- Joseph Anton 1803-1833 (1766-1833)
  - Friedrich 1833-1871 (1808-1871)
    - Franz 1871-1906 (1833-1906)
      - Maximilian 1906-1950 (1863-1950)
        - Maximilian Willibald, 1950-1998 (1924-1998)
          - Johann, dal 1998 (b.1957)
            - Ludwig, principe ereditario di Waldburg-Wolfegg e Waldsee (nato nel 1990)
              - Un figlio da Jessica Iskandar

            - Principe Leonhard (nato nel 1995)

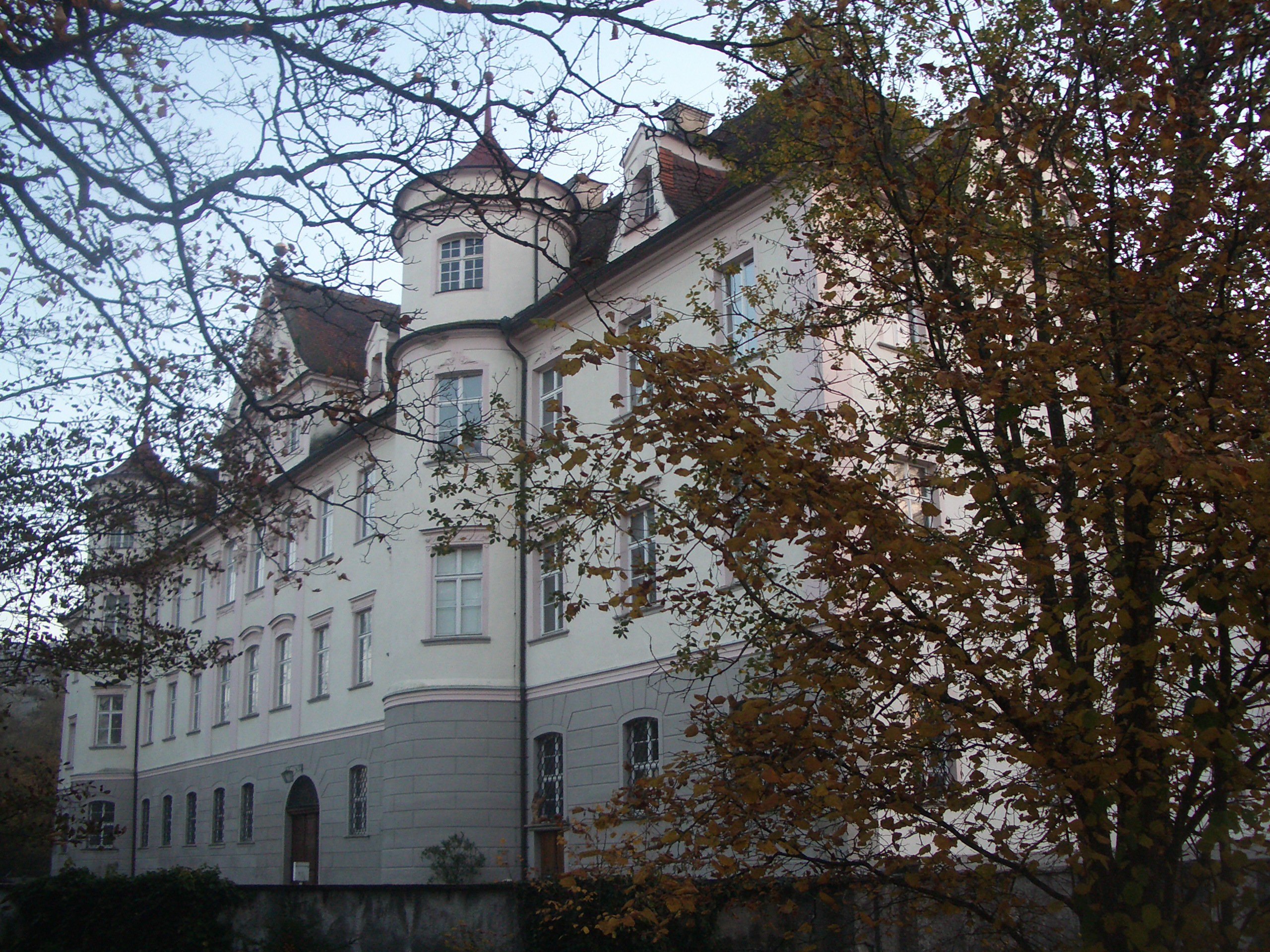
Il castello di Bad Waldsee